# Овчинников, Николай Иванович
Никола́й Ива́нович Овчи́нников (26 марта 1926 — 10 января 2005) — советский футболист, полузащитник.
В 1947—1951 годах за ВВС провёл 76 матчей в чемпионате СССР. Полуфиналист Кубка СССР 1951 года.
После расформирования команды ВВС играл за «Спартак» Калинин (1953—1954) в классе «Б». В 1954 году был в составе ЦДСА, но за главную команду не играл.